# Englesio Caballazio
Englesio Caballazio (Novara, ... – Novara, 20 gennaio 1291) è stato un vescovo cattolico italiano.
Da certa biografia è indicato come Englesio Cavallazzi.

## Biografia
Englesio Caballazio nacque a Novara dalla medesima famiglia che già aveva dato alla città un vescovo, Sigebaldo. Intrapresa la carriera ecclesiastica, entrò a far parte dell'Ordine dei frati minori.
Fu eletto vescovo di Novara il 14 febbraio 1287 e morì il 20 gennaio 1291.